# توماس لويس (سياسي بريطاني)
توماس لويس (بالإنجليزية: Thomas Lewis)‏ هو نقابي وسياسي بريطاني، ولد في 1871.